# Karolis Chvedukas
Karolis Chvedukas, né le 21 avril 1991 à Marijampolė en Lituanie et mort le 19 juin 2023 d’une cardiomyopathie, dans la même ville, est un ancien footballeur lituanien qui évoluait au poste de milieu de terrain.

## Biographie
Chvedukas dispute son premier match international lors d'une rencontre amicale face à l'Arménie le 5 mars 2014, remplacé à la 72e minute par Tadas Eliošius.

### Mort
Le 19 juin 2023, Karolis Chvedukas est retrouvé ensanglanté et inconscient dans son appartement mais reprit connaissance après un massage cardiaque et fut ramené chez lui, au centre ville de sa ville natale Marijampolė, quelque temps après il est retrouvé mort gisant au sol, dans une mare de sang par un voisin, avec de multiples fractures, déchirures et hémorragies. Il fut agressé et battu à mort à son domicile, Le résultat de son décès est une cardiomyopathie. Il est déclaré mort le même jour.

## Carrière
| Saison                | Club                  | Championnat           | Championnat | Championnat | Coupe(s) nationale(s) | Coupe(s) nationale(s) | Compétition(s) continentale(s) | Compétition(s) continentale(s) | Compétition(s) continentale(s) | Lituanie | Lituanie | Total | Total |
| Saison                | Club                  | Division              | M.          | B.          | M.                    | B.                    | Comp.                          | M.                             | B.                             | M.       | B.       | M.    | B.    |
| 2009                  | Sūduva Marijampolė    | A Lyga                | 6           | 0           | 1                     | 1                     | -                              | -                              | -                              | -        | -        | 7     | 1     |
| 2010                  | Sūduva Marijampolė    | A Lyga                | 21          | 2           | 2                     | 0                     | -                              | -                              | -                              | -        | -        | 23    | 2     |
| 2011                  | Sūduva Marijampolė    | A Lyga                | 29          | 1           | -                     | -                     | C3                             | 2                              | 0                              | -        | -        | 31    | 1     |
| 2012                  | Sūduva Marijampolė    | A Lyga                | 26          | 3           | 2                     | 0                     | C3                             | 4                              | 0                              | 1        | 0        | 33    | 3     |
| 2013                  | Sūduva Marijampolė    | A Lyga                | 12          | 3           | 1                     | 0                     | C3                             | 2                              | 0                              | 1        | 0        | 16    | 3     |
| 2014                  | Sūduva Marijampolė    | A Lyga                | 31          | 7           | -                     | -                     | -                              | -                              | -                              | 8        | 0        | 39    | 7     |
| 2015                  | Sūduva Marijampolė    | A Lyga                | 29          | 7           | 4                     | 0                     | -                              | -                              | -                              | 4        | 0        | 37    | 7     |
| 2016                  | Sūduva Marijampolė    | A Lyga                | 9           | 1           | 3                     | 0                     | -                              | -                              | -                              | -        | -        | 12    | 1     |
| 2016 - 2017           | Sūduva Marijampolė    | T-Com Prva HNL        | 13          | 0           | 1                     | 0                     | -                              | -                              | -                              | 4        | 0        | 18    | 0     |
| Total sur la carrière | Total sur la carrière | Total sur la carrière | 176         | 24          | 14                    | 1                     | -                              | 8                              | 0                              | 17       | 0        | 215   | 25    |

## Palmarès
- Sūduva Marijampolė
  - Vainqueur de la Supercoupe de Lituanie en 2009
  - Vainqueur de la Coupe de Lituanie en 2009